# Falsificaciones
Falsificaciones es un libro de microrrelatos del escritor argentino Marco Denevi, compuesto por ochenta y cinco microcuentos, todos basados libremente en episodios de la historia universal, la historia sagrada o de obras literarias existentes, a menudo con forma de ucronías o de reinterpretaciones de tales asuntos. En estos cuentos abundan referencias a la Biblia, obras de Shakespeare o al Quijote.   
Se publicó por vez primera en 1966, en la editorial EUDEBA. En 1984 la editorial Corregidor publicó una edición revisada y muy aumentada.